# Pyrex (rapper)
Pyrex, pseudonimo di Dylan Thomas Cerulli (Roma, 2 maggio 1994), è un rapper italiano.
È un ex membro del collettivo Dark Polo Gang, scioltosi nel 2021, anno in cui ha intrapreso la carriera da solista.

## Carriera

### Inizi
Conosciuto anche come Dylan, Principe Pyrex, Prynce ma più comunemente Pyrex, nasce a Roma il 2 maggio 1994 e cresce nel Rione Monti. Il padre, prematuramente scomparso, lavorava nel cinema, e la madre è un'attrice newyorchese afroamericana. 
Incontra Side Baby, Tony Effe e Wayne Santana da adolescente, iniziando a rappare con loro per gioco, finché Sick Luke li convince a fare le cose sul serio, realizzando i primi beat. Nasce così Dark Polo Gang, collettivo che inizialmente è addirittura un quintetto, insieme a un altro ragazzo romano, Bangerz.

### Dark Polo Gang (2015-2020)
Dopo l'esordio del collettivo nel 2015 con Full Metal Dark, i vari membri pubblicano album e mixtape solisti, ma sempre a nome Dark Polo Gang. A Pyrex tocca The Dark Album nel 2016, un mixtape che contiene alcuni importanti successi della gang come Bello Figo Dark o Fiori del male. Nel 2018, un anno dopo la fondazione di Triplosette Entertainment, arriva anche il primo accordo major con Universal Music Group. È qui che dopo la separazione con Side, la Dark Polo Gang prosegue come trio con il nuovo album Trap Lovers.
Nel frattempo, Pyrex consegue anche un diploma in Graphic design e si fidanza con l'attrice Alice Pagani, con la quale va a vivere a Milano. Collabora, tra gli altri, con Ghali e Shiva. Nel 2020 arriva l'ultimo album Dark Boys Club.

### Solista (2021-)
Dopo l'uscita del mixtape Dark Boys Club nel 2020, il collettivo si scioglie e ciascun membro della Dark Polo Gang intraprende la carriera solista. I primi singoli di Pyrex sono Sinfonia della distruzione e Per averti, quest'ultimo in collaborazione con Rkomi, usciti nel 2022. L'11 maggio 2023 è la volta del suo primo album solista, Love Is War, pubblicato sotto il nome Dylan, che raggiunge il 18º posto in classifica.

## Discografia

### Da solista

#### Album in studio
- 2023 – Love Is War

#### Singoli
Come artista principale
- 2022 – Sinfonia della distruzione
- 2022 – Per averti (feat. Rkomi)
- 2023 – Rasoi/Rigor mortis
- 2023 – Love Is War
- 2024 – Panamera
- 2024 – Milkshake (feat. Slings)

Come artista ospite
- 2019 – Non sto più in zona (Shiva feat. Pyrex)
- 2020 – Niente (Giaime feat. Pyrex)
- 2021 – SkuSku (MamboLosco feat. Pyrex)
- 2021 – Dostojevski (Jala Brat feat. Light e Pyrex)

#### Collaborazioni
- 2018 – Claro (Guè feat. Tony Effe e Pyrex)
- 2019 – Colleziono banconote (MamboLosco feat. Pyrex)
- 2020 – Cacao (Ghali feat. Pyrex)
- 2020 – Moncler (Lazza feat. Pyrex e Guè)
- 2021 – Young Fly (Ski & Wok feat. Pyrex)
- 2021 – Romolo e Remo (Tony Effe feat. Pyrex)
- 2022 – Soldi in Black (2nd Roof feat. Emis Killa e Pyrex)
- 2022 – Monti (Wayne Santana feat. Tony Effe e Pyrex)
- 2022 – Suv (Wayne Santana feat. Myss Keta e Pyrex)
- 2022 – Dream Team (Sick Luke feat. Capo Plaza, Tedua, Pyrex e Shiva)
- 2022 – Clochard (Sick Luke feat. Taxi B e Pyrex)
- 2022 – Marmellata (Night Skinny feat. Rkomi, Pyrex, VillaBanks e Carl Brave)
- 2022 – Fernando (Night Skinny feat. Side Baby, Pyrex e MamboLosco)
- 2022 – Rollie AP (Shiva feat. Pyrex e Slings)
- 2023 – Yo-Yo (Carl Brave feat. Pyrex)
- 2023 – Paura e delirio a Milano (Ghali feat. Tony Effe, Pyrex e Side Baby)
- 2024 – Lap Dance (Tony Effe feat. Pyrex e Side Baby)
- 2024 – RXX/R1 (Side Baby feat. Pyrex e Zep Dembo)
- 2024 – Allerta meteo (DrefGold feat. Pyrex)
- 2025 – Bambino obeso (Dani Faiv feat. Pyrex)
- 2025 – Airforce & Patek (Zep Dembo feat. Pyrex)

### Con la Dark Polo Gang
- 2015 – Full Metal Dark
- 2016 – The Dark Album
- 2018 – Trap Lovers
- 2020 – Dark Boys Club